# 마이크로소프트 탈로

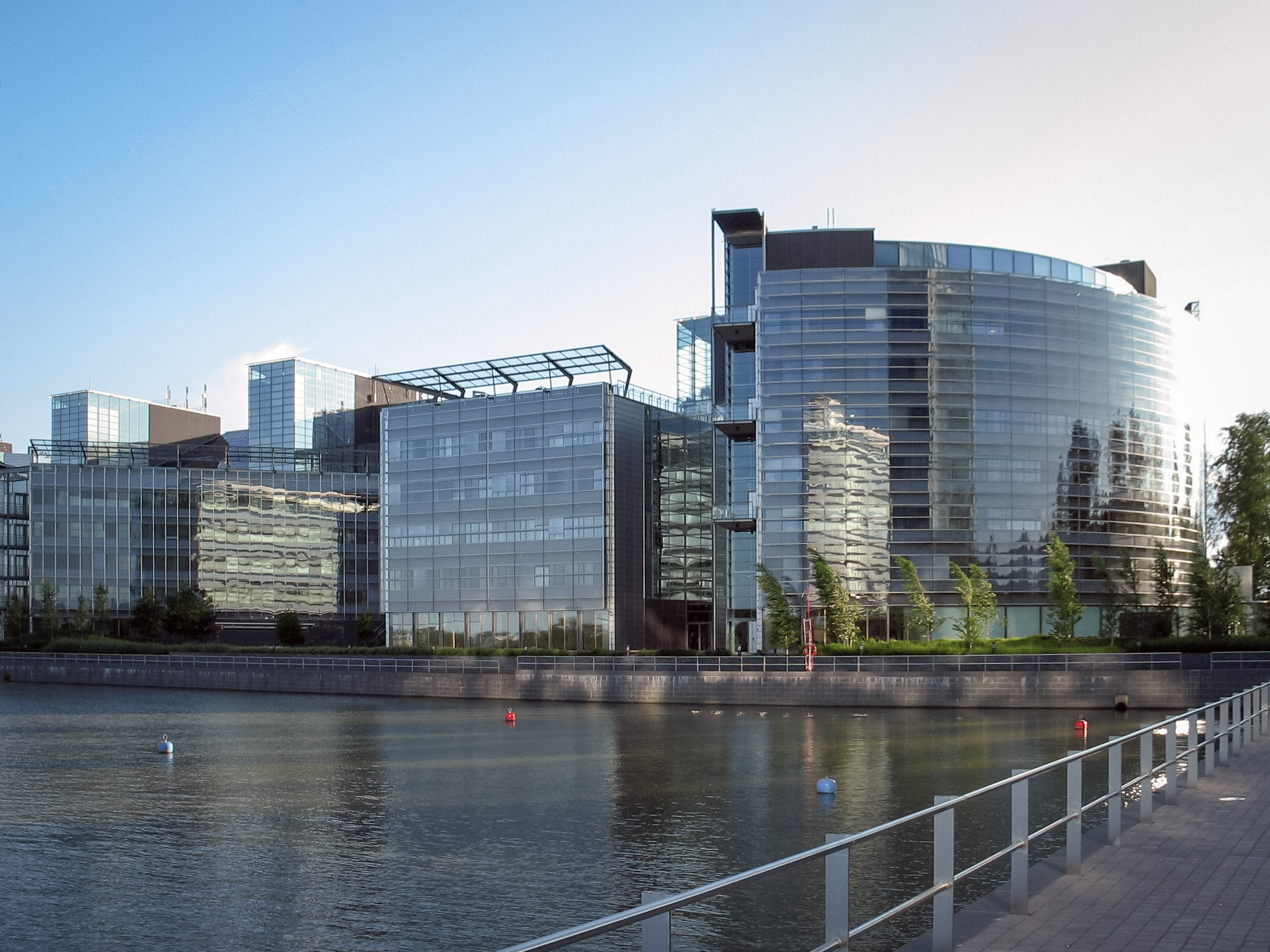
Microsoft Talo

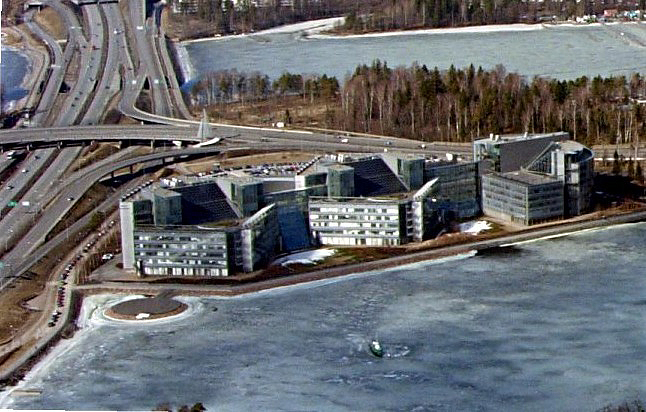
Microsoft Talo - Aerial view

마이크로소프트 탈로 (Microsoft Talo, 이전 이름은 노키아 하우스)는 핀란드 수도인 헬싱키 인근 에스포 Keilaniemi에 위치한 마이크로소프트 모바일의 본사 건물이다.

## 역사
건축가 Pekka Helin에 의해 디자인 되었고, 세 부분으로 되어있다: 가장 남쪽에 위치한 두 개의 부분은 1990년대 초에 지어졌고, 세번 째인 북쪽 부분은 2000년에 지어졌다.
노키아는 이 건물에 1997년부터 입주했고, 필란드 기업 엑실리온(Exilion)에 1억 7천만 유로에 매각되었다는 것이 알려지기 전인 2012년 12월까지는 건물 전체를 소유했다. 노키아는 장기 임대 형식으로 계속 이 건물을 본사로 사용하고 있다.
이 건물은 2014년 4월 노키아의 모바일 폰 사업 매각의 일환으로 마이크로소프트에 이전되었고, 마이크로소프트 탈로(Talo)로 이름을 바꿨다.

## 같이 보기
- 애플 캠퍼스